# Kolkonjärvi (sjö i Södra Savolax)
Kolkonjärvi är en sjö i Finland. Den ligger i kommunen Rantasalmi i landskapet Södra Savolax, i den södra delen av landet, 260 km nordost om huvudstaden Helsingfors. Kolkonjärvi ligger 98,2 meter över havet. Arean är 20,92 kvadratkilometer och strandlinjen är 42,23 kilometer lång. Sjön  ingår i Vuoksens huvudavrinningsområde.   I omgivningarna runt Kolkonjärvi växer i huvudsak blandskog. Den sträcker sig 10,1 kilometer i nord-sydlig riktning, och 11,5 kilometer i öst-västlig riktning.
I övrigt finns följande i Kolkonjärvi:
- Kolkonsaari (en ö)

I övrigt finns följande vid Kolkonjärvi:
- Suuri Hakojärvi (en sjö)